# Тайга

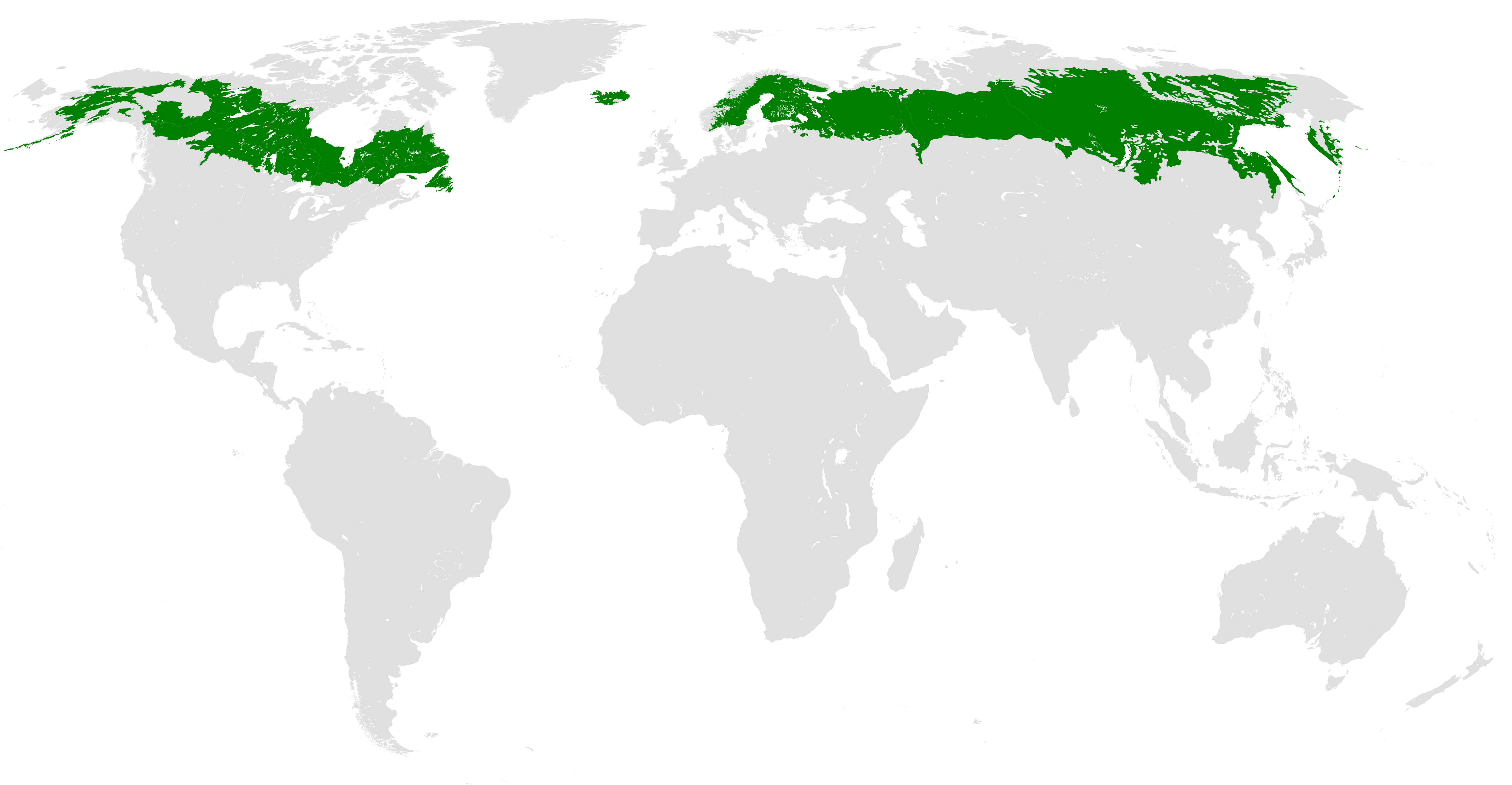
Територія, зайнята тайгою зафарбована зеленим

Тайга  — біом хвойних лісів помірного та частково субарктичного поясу Північної півкулі. Тайга займає більшу частину Канади, Швеції, Фінляндії, Норвегії та Росії (особливо Сибіру), частину Аляски, північно-східного Китаю, крайній північний схід Естонії, а також деяких районів на крайній півночі Монголії та основну територію штатів Орегон та Вашингтон (США) і Шотландії, і є найбільшим суходільним біомом. У Канаді та США смугу хвойних лісів холодного клімату науковці частіше називають «бореальними лісами», в той час як російська назва «тайга» більше прижилася щодо європейських та азійських хвойних лісів, що поширені далі на північ від зони мішаних лісів і до межі тундри на півночі.
З огляду на те, що Північна Америка та Євразія нещодавно в (геохронологічному вимірі) були поєднані Беринговим мостом, багато видів тварин та рослин (переважно тварин) змогли колонізувати обидва континенти, і, таким чином, поширились на всій території біому тайги. Інші види розповсюджені локальніше; типовим у цьому разі для кожного роду є наявність кількох відносно близьких видів, кожний з яких займає окремий регіон.
Окрім хвойних рослин, в тайзі зустрічаються (але не грають основної ролі в біоценозі) і дрібнолисті листопадні дерева — такі як береза, осика, вільха та верба; листопадні дерева переважно зустрічаються в регіонах, де не спостерігаються найнижчі притаманні території тайги зимові температури. Але хвойне листопадне дерево модрина росте, зокрема, в зоні найнижчих температур Північної півкулі — Оймяконсько-Верхоянській котловині у східному Сибіру.
Найпівденніші ділянки тайги можуть включати в себе такі дерева як дуб, клен та в'яз, розпорошені серед хвойного лісу (такі риси характерні для тайги в північному Казахстані).
Вагомий внесок у вивчення тайгових екосистем зробив П. М. Рафес

## Географія та клімат

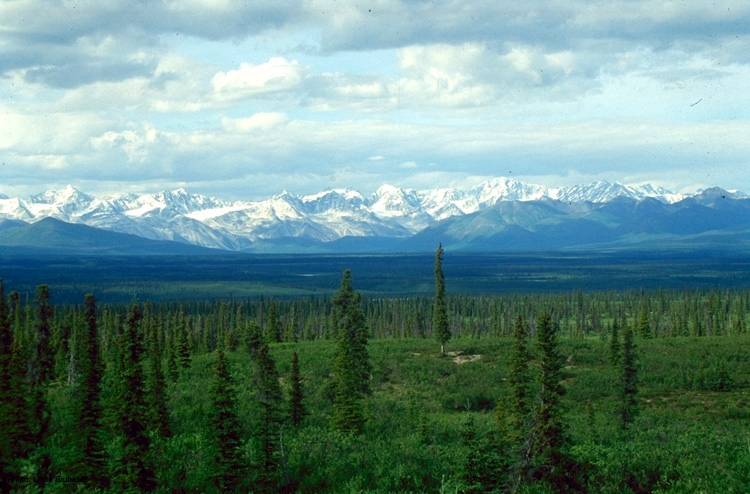
Тайга із покривом ялини сизої, Аляскинський хребет, Аляска, США

Біому тайги притаманний різко континентальний клімат з дуже значними температурними перепадами між літом та зимою; загалом, після зони арктичних пустель та тундри, це найхолодніший біом на Землі. Кліматична зима триває тут 5-6 місяців, з середніми температурами нижче 0 °C. Температури змінюються від −50 °C до +30 °C протягом року, при цьому 8 і більше місяців середня температура менша за +10 °C. Літо коротке, але досить тепле та вологе.
Тайга доходить на півночі до ізотерми липня +10 °C (зрідка до ізотерми липня +9 °C). Південний кордон розмитіший, і найбільше залежить від кількості опадів упродовж року: тайга може змінюватись степом починаючи з ізотерми липня +15 °C, якщо середньорічна кількість опадів дуже мала, але звичайно доходить до ізотерми липня +18 °C, а в деяких місцях з багатьма опадами (східний Сибір, північна Маньчжурія) до ізотерми липня +20 °C. На таких, тепліших ділянках, тайзі притаманне більше біорізноманіття, і в ній з'являються теплолюбні види — такі як сосна корейська (або маньчжурська кедрова сосна), ялина аянська, аралія висока, і поступово тайга в цих районах переходить в мішаний ліс помірного поясу, або, на американському та азійському узбережжях Тихого океану, в хвойні дощові ліси.
В тайзі спостерігається відносно небагато опадів (200—750 мм на рік), які випадають найчастіше у вигляді дощу влітку, але також у вигляді туману та снігу; випар протягом основної частини року низький, кількість опадів перевершує об'єми випару, і, таким чином, біом отримує достатню кількість вологи для щільного росту рослинних співтовариств. Сніг у тайзі може лежати до дев'яти місяців на рік в найпівнічніших районах.
Більша частина території, котра нині класифікується як тайга, в минулому (протягом льодовикових періодів) була вкрита льодовиковим щитом. Після руху та наступного розтавання цього щита залишились пониження ґрунту, що заповнились водою, утворивши численні льодовикові озера та болота, особливо торфові, що є звичайним елементом навколишнього середовища на всій території тайги.

## Ґрунти
Тайгові ґрунти звичайно бувають відносно молодими та бідними на поживні речовини; у них майже відсутній глибокий шар, збагачений органічним перегноєм, притаманний ґрунтам широколистяних лісів. Тонкість ґрунтового шару обумовлюється насамперед холодним кліматом, що гальмує формування органічних елементів ґрунту. Опале листя та мох може тривалий час перебувати на землі в холодному та вологому кліматі тайги, не розкладаючись, що зменшує кількість активної органіки в ґрунті, доступної для вживання рослинами. Кислоти з вічнозелених голок також вилужнюють ґрунти, формуючи підзоли з кислою реакцією. На таких кислих ґрунтах ростуть практично тільки лишайники та мохи, і значно менше трави.

## Флора

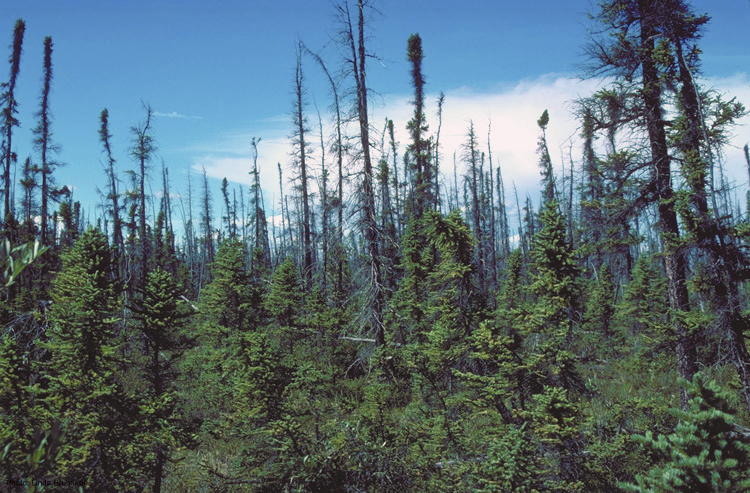
Тайга «закритого» типу, сформована чорною ялиною (Picea mariana), Аляска

З флористичної точки зору тайга поділяється на два великі типи: закритий ліс, що складається з численних тісно розташованих дерев з моховим покриттям ґрунту, та лишайниковий ліс, де дерева розподілені вільніше, а ґрунт вкритий лишайниками; другий тип ландшафту більш притаманний для північної частини тайги.
Ліси тайгового типу переважно складені хвойними породами, серед яких домінують модрина, ялина, сосна та ялиця. Вічнозелені види тайги (сосни, ялини, ялиці) мають численні адаптації до виживання упродовж суворих зим, але модрина, найбільш морозовитривале дерево, є листопадною. Тайговим деревам звичайно притаманна поверхнева коренева система, що є пристосуванням до тонкого ґрунтового шару, а також, в багатьох випадках, сезонні зміни біохімічних процесів, що запобігають ушкодженню морозами. Вузька конічна форма голок північних дерев, а також спрямовані кінцями донизу гілки, допомагають струшуванню снігу.
З огляду на низьке стояння Сонця над горизонтом протягом більшої частини року, фотосинтез в тайзі протікає з відносно невеликою ефективністю. Сосни та ялини, що не скидають всю хвою одночасно, завдяки цьому можуть вдаватись до фотосинтезу упродовж ранньої весни та пізньої осені, коли кількість сонячного випромінювання вже достатня, але температури ще занадто низькі для початку вегетації. Така адаптація вічнозелених голок, як восковий наліт на поверхні, запобігає випарюванню з них води, а темно-зелений колір робить ефективнішою адсорбцію сонячного світла. Хоча кількість опадів не визначальний фактор для хвойних порід в тайзі, замерзання ґрунту взимку призводить до того, що коріння дерев стає нездатним абсорбувати воду, і, таким чином, висушення стає серйозною проблемою для вічнозелених тайгових рослин наприкінці зими (оскільки вода продовжує випаровуватись, хоч і в незначній кількості, і через голки з восковим нальотом).
Хоча в тайзі домінують хвойні дерева, також в ній можна зустріти і листяні породи: переважно це береза, осика, верба та горобина. Деяка (а часом — значна) кількість трав'янистих рослин зростає в нижньому ярусі лісу. Періодичні оновлюючі вогнепали (з природним циклом 20–200 років) очищують намет лісу, що дозволяє сонячному світлу потрапляти до землі і, тим самим сприяти оновленню рослинного покриву на нижньому ярусі. Для деяких видів рослин вогнепали є критично необхідним елементом життєвого циклу: наприклад, сосна Банкса має шишки, що відкриваються тільки після вогнепалу, розпорошуючи насіння на очищену та удобрену попелом землю.
Загалом, думки про вклад вогнепалів в підтримання функціонування тайгового біому в науковому середовищі є досить розбіжними, але практично всі сходяться на тому, що періодичні природні пожежі є необхідним елементом довготривалого підтримання тайгового типу екосистем.
Трави в тайзі зростають там, де мають змогу отримувати достатню кількість сонця, тобто в місцях, де немає щільного кронового покриву: на галявинах, берегах річок, просіках тощо.
У порівнянні з іншими біомами тайга має низьке біорізноманіття.

## Фауна

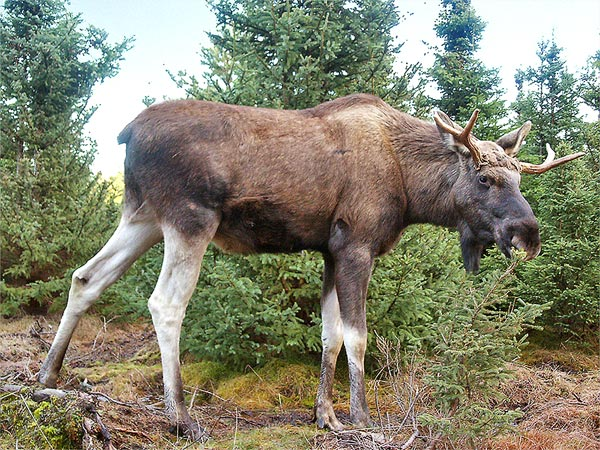
Лось — типовий представник фауни копитних тайги

Тайга є притулком великої кількості травоїдних ссавців та гризунів, що також адаптовані до виживання в різкоконтинентальному кліматі. Деякі великі ссавці, такі як ведмеді, активно харчуються протягом літа та осені, щоб накопичити запаси жиру для зимової сплячки; інші тварини розвинули густе хутро та пір'я, що допомагає пережити холоди, а також вдаються до використання специфічних притулків (нори, дупла, закопування в сніг).
Виходячи з особливостей клімату, дієта хижаків не дуже ефективна для накопичення енергії, і більшість енергії в харчових пірамідах втрачається між трофічними рівнями. В цих умовах основним харчовим ресурсом для хижих птахів (сови, орли, орлани) та невеликих наземних хижаків (лисиця, представники родини куницевих), є гризуни. Великі хижаки, такі як рись та вовк (в Приморському краї Росії та в Маньчжурії — також амурський тигр та леопард) полюють на копитних, насамперед диких свиней. Всеїдні тварини, такі як ведмеді та єноти, є в тайговому біотопі досить звичайними, і часто харчуються навіть на звалищах міст.
Багато птахів, таких як сибірські квічалі, дрозди Наумана та ін., мігрують до тайгових територій, принаджені довгим літнім днем та силою-силенною комах, що влітку з'являються біля численних озер та боліт. З приблизно 300 видів птахів, що проводять літо в тайзі, лише приблизно 30 залишаються тут взимку: це такі, що харчуються падлом, або великі хижаки-мисливці, здатні полювати на ссавців — крук, беркут, зимняк, або птахи, що живляться насінням (практично винятково хвойних дерев), включаючи кілька видів куріпок та шишкарів.